# Nyomdai sajtó
A nyomdai sajtók a nyomdaiparban, a papírok nyomtatására használt gépek. Fejlődésük a kézisajtótól a rotációsgépekig terjed.

## Kézisajtó

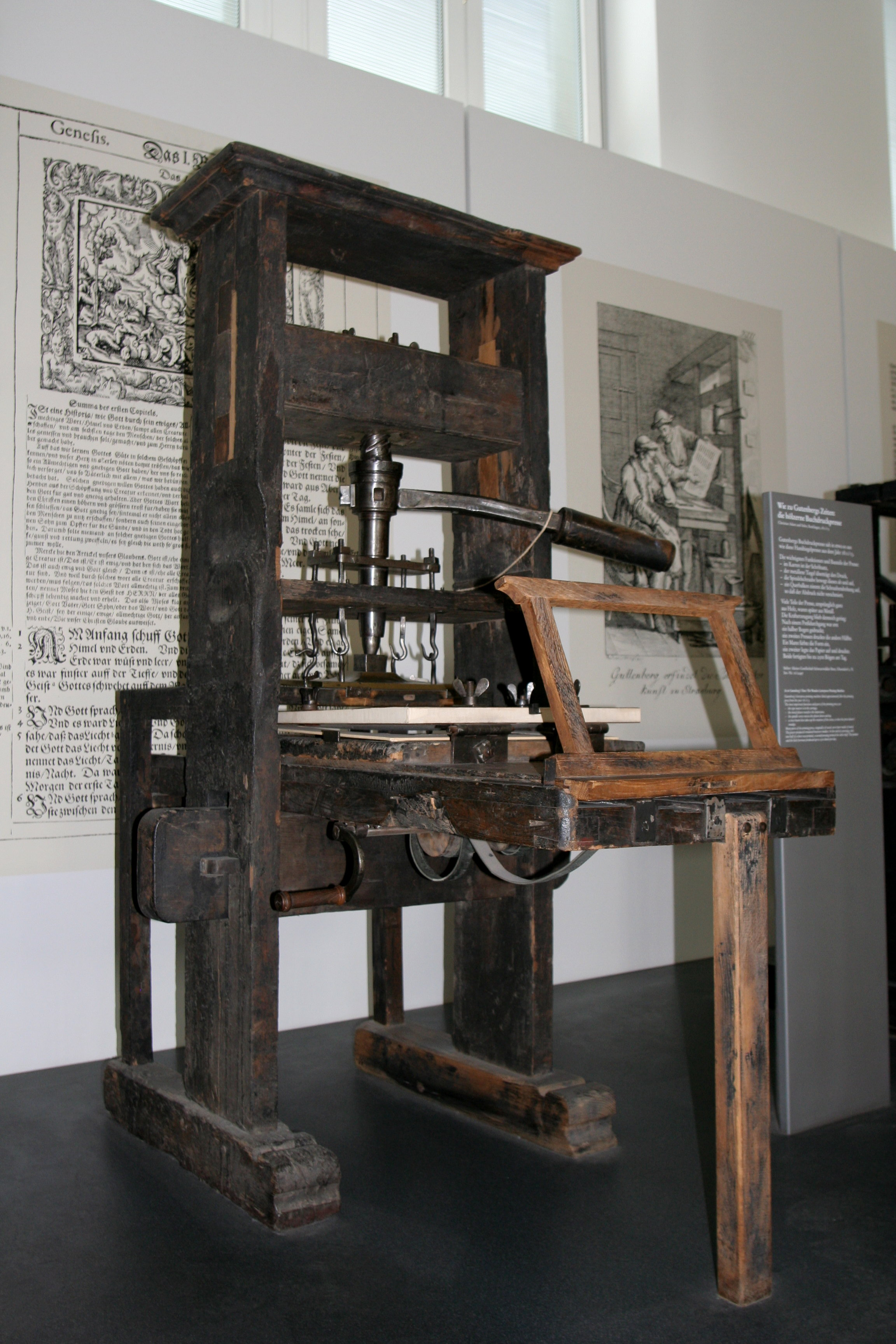
Hagyományos, fából készült sajtó

Fából vagy vasból való nyomó gépezet.
Két fő rész különböztető meg rajta: a taliga a fenéklappal (fundamentum), az a rész, melyre a szedést helyezik s a nyomótalp (tégely), mely a fordító rúd segítségével bizonyos határig leereszthető.
A taliga forgattyúval való hajtás következtében előre és hátra mozog, a rajta levő szedést kézi hengerrel festékezve ráhajtják a nyomtatópapírt magában foglaló sajtófödőt (fedőlap), mire a taligát a nyomótalp alá gördítik, s ennek leeresztésével megtörténik a nyomtatás.
Gutenberg az ő sajtóját legalább öt-hat esztendei kísérletezés után alkotta meg; e sajtó annyira tökéletes volt, hogy egészen a 19. századig használatban maradt. Mindössze a németalföldi Willem Blaeu és a párizsi Firmin Didot javítottak rajta egyet-mást.

## Vassajtó
A 19. század elején már terjedni kezdett Charles Stanhope (1753-1816) vasból készült kézi sajtója, s nyomában egész sora keletkezett a jobbnál jobb, többnyire angol meg amerikai gyártmányú vassajtóknak. 

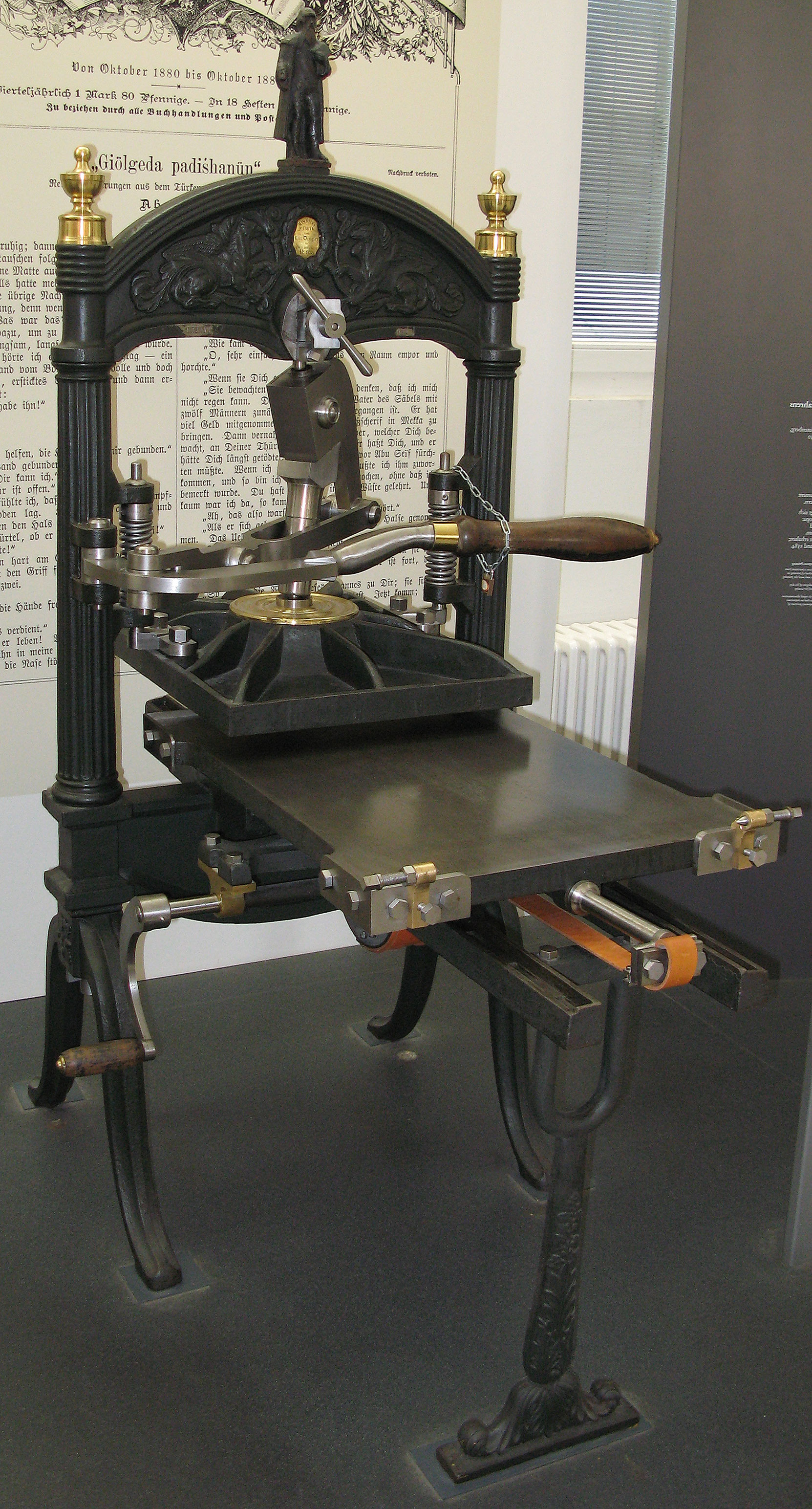
19. századi német vassajtó

Amerikaiak voltak: a Ruthwen és a sasos Columbia sajtó, angolok: a Cooper-, Hopkinson-, Cogger- és Hagar-féle sajtók. 

## Tégelysajtó
A forma sík felületen helyezkedik el és a nyomótégely is síkban van.

### Típusai
A tégelysajtók tégelymozgató rendszerének típusai szerint:
- Liberty tégelysajtó (a tégely és a forma közös csuklópont körül ollózó mozgást végez)
- Gordon prés (a tégely és a forma külön csuklópont körül ollózó mozgást végez)
- Gally tégelysajtó (a tégely gördülő bukó mozgást végez)
- Boston tégelysajtó (a tégely lengő (ollózó) mozgást végez)

## Gyorssajtó
A kézisajtót a 19. század végén kiszorította a Friedrich Koenig által
feltalált gyorssajtó. Azóta csak nagyobb nyomdákban használnak
ilyeneket próbalenyomatok készítésére.
A gyorssajtó abban különbözik a tégelysajtóktól, hogy a forma még síkban van, de a nyomótégelyt felváltja a nyomóhenger.

### Típusai
- Megállóhengeres gyorssajtó
- Lengőhengeres gyorssajtó
- Kétfordulatú gyorssajtó
- Egyfordulatú gyorssajtó

## Rotációs sajtó

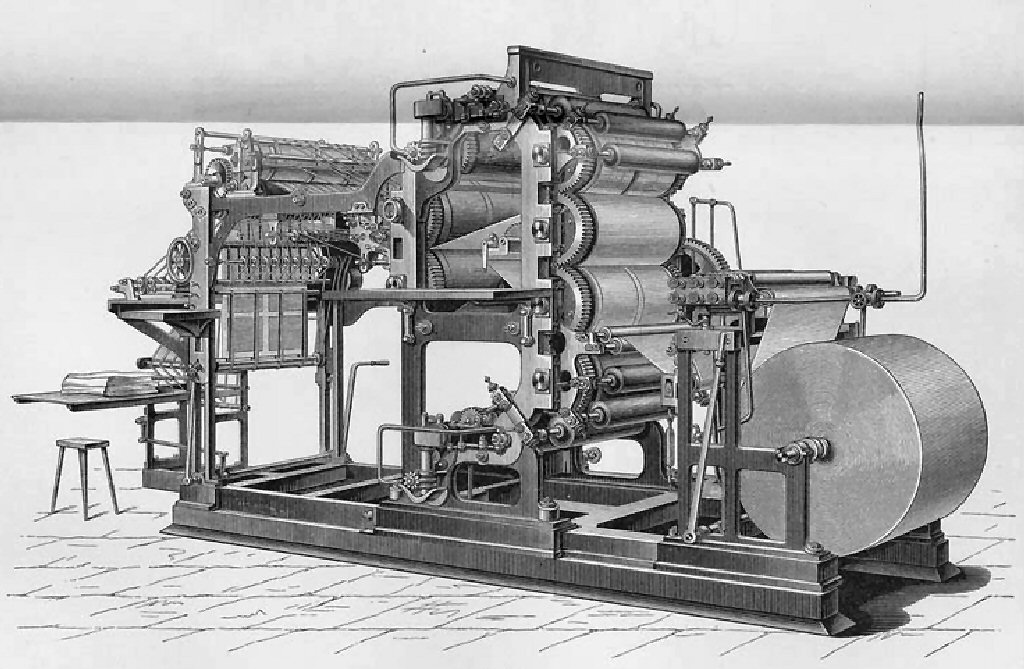
Hengeres gyorssajtó

Így nevezik azokat a gyorssajtókat, amelyeknél a forma nem lapos, hanem egy vagy több, a nyomócilinderrel szemközt levő úgynevezett formahengerre van felrögzítve.
Ezek a gépek nagy mértékben növelték a nyomtatás gyorsaságát azáltal, hogy kiküszöbölték a mozgási irány változását. Korlátot csupán a végnélküli papír szakadási szilárdsága jelenthet.
Friedrich Koenig kísérletezései után Cowper és Applegath alkották meg az első rotációs gépeket 1815 körül.
Két nyomóhengert helyeztek egymás mellé s szélről két lemezhengert és festékező szerkezetet alkalmaztak. A nyomó- és lemezhengerek átmérője egyenként 60 cm volt.
A lemezhenger egy részét a gömbölyített nyomtatóforma foglalta el, többi része pedig a festék egyenletes szétkenésére  szolgált.
Ezt követően alkottak még nagyobb gépeket is, ilyen volt a Hoe-féle emeletes háznyi magasságú gép, amelynek fő része volt az óriási lemezhenger a kúp alakú betűkből álló szedéssel. E gép kezelő személyzete 16-18 emberből állt. Ismerték ugyan a rotációs gép működési elvét, de nem volt még meg a végnélküli papír, s így minden egyes ívet külön-külön kellett berakni.
A végnélküli papírt csak a 19. század közepén alkalmazta rotációs gépre az amerikai William Bullock, miután már előbb is kísérleteztek a papírkészítő gép meg a rotációs gép összekapcsolásával. A gépbe egyik oldalán betették a papírt, és a másik oldalán már nyomtatott újság került ki belőle.

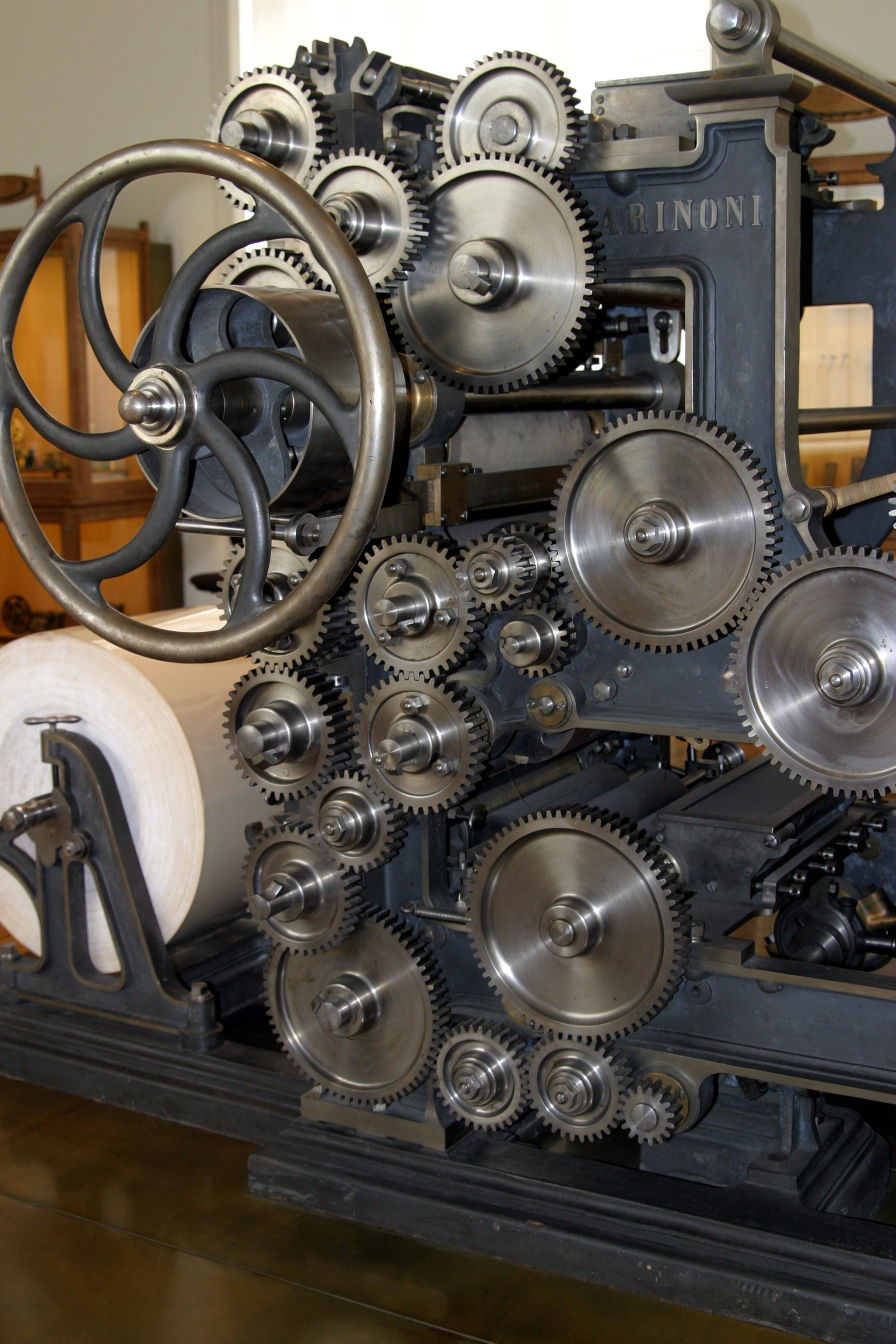
Marinoni-féle rotációs gép (1883)

Rotációs gépeket szerkesztett még Marinoni, Sigl, Derriey és Hummel.

## Nyomtatott források
- Bíró Miklós-Novák László: Nyomdászati lexikon. Budapest : Bíró Miklós, 1936
- Gara Miklós főszerk.: Nyomdaipari Enciklopédia. Budapest : Osiris, 2001

## Külső hivatkozások
- Online Nyomdaipari Múzeum
- Gécs Béla: A gutenbergi fasajtótól a gyorssajtók megjelenéséig =Magyar Grafika 2004/8. 93-96.[halott link]
- A nyomdaipar "ezüstérmes"  feltalálói
- Nyomdai kiszótár